# Мегали Доксипара
Голяма Доганджа (на гръцки: Μεγάλη Δοξιπάρα, Мегали Доксипара) е село в Западна Тракия, Гърция в дем Орестиада с 220 жители (2021).

## География
Селото е разположено на двадесет и пет километра западно от Орестиада, в долината между река Арда и Луда река. То се намира на 160 метра надморска височина, сред най-източните разклонения на Родопите.

## Население
Населението на Голяма Доганджа наброява 220 жители според преброяването от 2021 г.
Численост на населението според преброяванията през годините:
| 1951 | 1961 | 1971 | 1981 | 1991 | 2001 | 2011 | 2021 |
| ---- | ---- | ---- | ---- | ---- | ---- | ---- | ---- |
| 665  | 718  | 580  | 550  | 467  | 410  | 302  | 220  |

## Име
Името на селото произлиза от тур. doğancı (соколар), в превод Голямо Соколарово. Сегашното си гръцко наименование то получава след 1920 г.

## История
Преди 1878 г. Голяма Доганджа е била смесено българо-гръцко селище с превес на българския етнически елемент. След Руско-турската война част от населението се изселва и към 1900 г. то наброява само 480 души, всички българи. Към 1912 г. българското му население е било 80 къщи.
Селото, заедно с цялата територия на днешния дем Орестиада, влиза в границите на България след сключването на Българо-турската конвенция на 24 август 1915 г. След подписването на Ньойския договор от 27 ноември 1919 г. то е предадено под управлението на Антантата до май 1920 г., когато попада под гръцка власт.